# 오한진
오한진(吳漢鎭, 1961년 12월 26일 ~ )은 대한민국의 가정의학과 전문의이자 의학박사 및 예비역 대한민국 육군 대위이다. 현재 을지대학교병원 외래교수이다.

## 이력
신장은 180cm이고, 체중은 78kg인 그의 본관(관향)은 보성(寶城)이며 충청남도 대전에서 출생하였고, 한때 전라남도 보성과 충청남도 예산과 충청남도 공주에서 각각 잠시 유년기를 보낸 적이 있으며 충남대학교 의과대학을 나온 후에는 육군 군의관으로 복무하였고, 예편 이후에는 을지의과대학교 교수를 거쳐 관동대학교 의과대학 교수를 역임하였으며 현재 을지대학교병원 교수이다.

### 주요 경력
- 2001년 : 을지의과대학교 교수.
- 2001년 : 연세대학교 의과대학 강사.
- 2002년 : 성균관대학교 의과대학 교수.
- 2002년 : 대한폐경학회 사추기분야 간행위원.
- 2003년 : 대한가정의학회 홍보과 과장.
- 2003년 : 대한골다공증학회 홍보위원.
- 2005년 : 대한가정의학회 학술과 과장.
- 2007년 : 대한가정의학회 학술부 부장.
- 2007년 : 관동대학교 의과대학 교수.
- 2007년 : 관동대학교 제일병원 가정의학과 과장.
- 2010년 : 대한비만건강학회 회장.
- 2011년 : 대한갱년기학회 회장.
- 2012년 : 서울 비에비스 나무병원 차석부원장.
- 2016년 : 을지대학교 외래교수.

### 학력
- 대전고등학교 졸업
- 충남대학교 의과대학 의학사
- 충남대학교 의과대학원 의학 석사·의학박사

## 저서

### 저술
- 《노화를 이기는 팔자 건강법》
- 《동안습관》
- 《명의 14인의 365일 건강 밥상》
- 《마흔의 다이어트는 달라야 한다》
- 《내 몸을 살리는 호르몬》

## 같이 보기
- 홍명호
- 윤방부
- 명승권